# Nyia/Antigama
| Recensione | Giudizio |
| ---------- | -------- |
| AllMusic   |          |

Nyia/Antigama è uno split album degli omonimi gruppi musicali Nyia ed Antigama, pubblicato nel 2007.

## Tracce
Nyia
1. Of the Will – 2:48
2. Of the Power – 0:56
3. Of Those – 2:57

Antigama
1. Beyond Me – 2:04
2. Nature – 1:13
3. Only – 1:59
4. Torture – 1:27
5. Adv – 1:31
6. The Trio Infernal – 1:35

## Formazione
Antigama
- Krzysztof "Sivy" Bentkowski - batteria
- Sebastian Rokicki - chitarra
- Łukasz Myszkowski - voce
- Szymon Czech - basso

Nyia
- Kuba Leonowicz - voce
- Bartosz Rogalewicz - chitarra
- Wojciech Szymański - batteria
- Maciej Banaszewski - basso